# Fontaine-les-Bassets
Fontaine-les-Bassets ([fɔ̃tɛn le basɛ] ) ist eine französische Gemeinde mit 115 Einwohnern (Stand: 1. Januar 2022) im Département Orne in der Region Normandie (vor 2016 Basse-Normandie). Sie gehört zum Arrondissement Argentan und ist Mitglied im Gemeindeverband Terres d’Argentan Interco. Die Einwohner werden Fontenois und Fontenoises genannt.

## Geografie

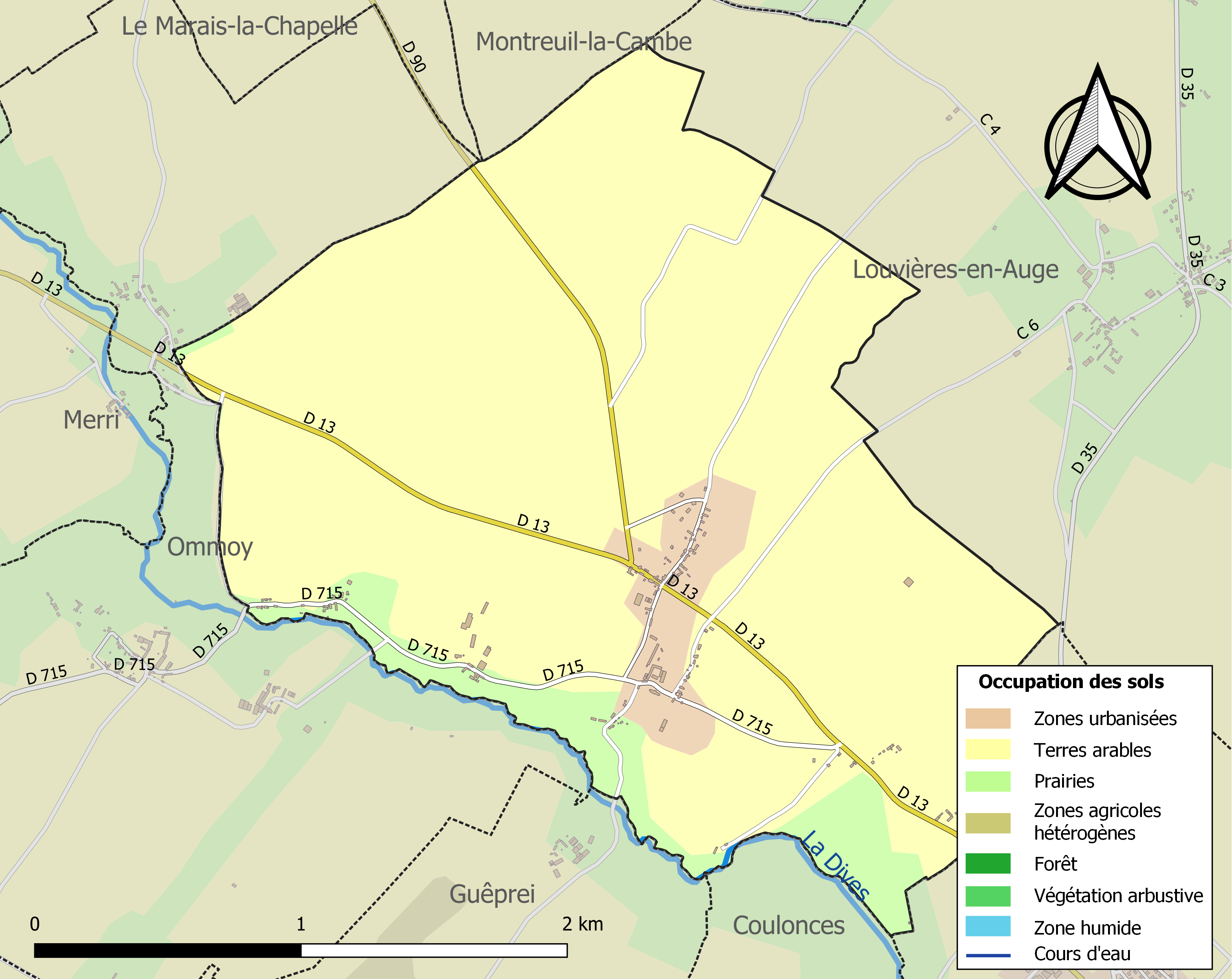
Bodennutzung, Hydrografie und Infrastruktur der Gemeinde (2018)

Fontaine-les-Bassets liegt etwa 13 Kilometer nordnordöstlich von Argentan und etwa 48 Kilometer nordnordwestlich von Alençon in der Région naturelle Pays d’Auge an der Grenze zum benachbarten Département Calvados. Die Dives begrenzt mit ihren Flussarmen das Gemeindegebiet im Süden. Die Gemeinde wird außerdem vom Flüsschen Radon und vom Ruisseau de Guérard entwässert, die hier als rechte Nebenflüsse in die Dives münden. Das Zentrum liegt auf einer Höhe von etwa 80 m. Das Relief des Gebiets erreicht eine Höhe von 67 m im Flussbett der Dives und 111 m im äußersten Norden.
Teile des westlichen Gebiets von Fontaine-les-Bassets gehören zur ZNIEFF-Naturzone „Talus calcaire à Fontaine-les-Bassets“ (250002617).
Rund 95 % der Fläche der Gemeinde werden landwirtschaftlich genutzt, rund 5 % entfallen auf bebaute Flächen (Stand: 2018).
Umgeben wird Fontaine-les-Bassets von den Nachbargemeinden Montreuil-la-Cambe im Norden und Nordosten, Louvières-en-Auge im Norden und Osten, Trun im Osten und Südosten, Coulonces im Süden, Guêprei im Süden und Südwesten, Ommoy im Westen sowie Le Marais-la-Chapelle (Calvados) im Nordwesten.

## Bevölkerungsentwicklung
| Fontaine-les-Bassets: Einwohnerzahlen von 1793 bis 2020                                                                    | Fontaine-les-Bassets: Einwohnerzahlen von 1793 bis 2020 | Fontaine-les-Bassets: Einwohnerzahlen von 1793 bis 2020 | Fontaine-les-Bassets: Einwohnerzahlen von 1793 bis 2020 | Fontaine-les-Bassets: Einwohnerzahlen von 1793 bis 2020 |
| --- | ------------------------------------------------------- | ------------------------------------------------------- | ------------------------------------------------------- | ------------------------------------------------------- |
| Jahr |                                                         |                                                         |                                                         | Einwohner                                               |
| 1793 | 1793                                                    |                                                         | 318                                                     | 318                                                     |
| 1800 | 1800                                                    |                                                         | 444                                                     | 444                                                     |
| 1806 | 1806                                                    |                                                         | 461                                                     | 461                                                     |
| 1821 | 1821                                                    |                                                         | 446                                                     | 446                                                     |
| 1836 | 1836                                                    |                                                         | 424                                                     | 424                                                     |
| 1841 | 1841                                                    |                                                         | 426                                                     | 426                                                     |
| 1846 | 1846                                                    |                                                         | 392                                                     | 392                                                     |
| 1851 | 1851                                                    |                                                         | 381                                                     | 381                                                     |
| 1856 | 1856                                                    |                                                         | 353                                                     | 353                                                     |
| 1861 | 1861                                                    |                                                         | 313                                                     | 313                                                     |
| 1866 | 1866                                                    |                                                         | 319                                                     | 319                                                     |
| 1872 | 1872                                                    |                                                         | 304                                                     | 304                                                     |
| 1876 | 1876                                                    |                                                         | 283                                                     | 283                                                     |
| 1881 | 1881                                                    |                                                         | 260                                                     | 260                                                     |
| 1886 | 1886                                                    |                                                         | 217                                                     | 217                                                     |
| 1891 | 1891                                                    |                                                         | 203                                                     | 203                                                     |
| 1896 | 1896                                                    |                                                         | 190                                                     | 190                                                     |
| 1901 | 1901                                                    |                                                         | 167                                                     | 167                                                     |
| 1906 | 1906                                                    |                                                         | 143                                                     | 143                                                     |
| 1911 | 1911                                                    |                                                         | 147                                                     | 147                                                     |
| 1921 | 1921                                                    |                                                         | 123                                                     | 123                                                     |
| 1926 | 1926                                                    |                                                         | 143                                                     | 143                                                     |
| 1931 | 1931                                                    |                                                         | 141                                                     | 141                                                     |
| 1936 | 1936                                                    |                                                         | 133                                                     | 133                                                     |
| 1946 | 1946                                                    |                                                         | 152                                                     | 152                                                     |
| 1954 | 1954                                                    |                                                         | 129                                                     | 129                                                     |
| 1962 | 1962                                                    |                                                         | 137                                                     | 137                                                     |
| 1968 | 1968                                                    |                                                         | 108                                                     | 108                                                     |
| 1975 | 1975                                                    |                                                         | 113                                                     | 113                                                     |
| 1982 | 1982                                                    |                                                         | 108                                                     | 108                                                     |
| 1990 | 1990                                                    |                                                         | 100                                                     | 100                                                     |
| 1999 | 1999                                                    |                                                         | 104                                                     | 104                                                     |
| 2006 | 2006                                                    |                                                         | 116                                                     | 116                                                     |
| 2013 | 2013                                                    |                                                         | 109                                                     | 109                                                     |
| 2020 | 2020                                                    |                                                         | 107                                                     | 107                                                     |
| Quelle(n): EHESS/Cassini bis 1999, INSEE ab 2006 Anmerkung(en): Ab 1962 offizielle Zahlen ohne Einwohner mit Zweitwohnsitz |                                                         |                                                         |                                                         |                                                         |

## Sehenswürdigkeiten
- Jungsteinzeitlicher Dolmen, genannt „Pierre Levée“ im Weiler La Pierre Levée, seit 1934 als Monument historique klassifiziert
- Pfarrkirche Saint-Rémi im Weiler Le Bout-de-Bas aus dem 13. Jahrhundert; sie birgt zahlreiche Ausstattungsgegenstände, die in der Base Palissy gelistet sind
- Herrenhaus im Weiler Le Bout-de-Bas aus dem 19. Jahrhundert
- Schloss aus dem 18. Jahrhundert, seit 1984 in Teilen als Monument historique eingeschrieben
- Häuser aus dem 17. und 18. Jahrhundert

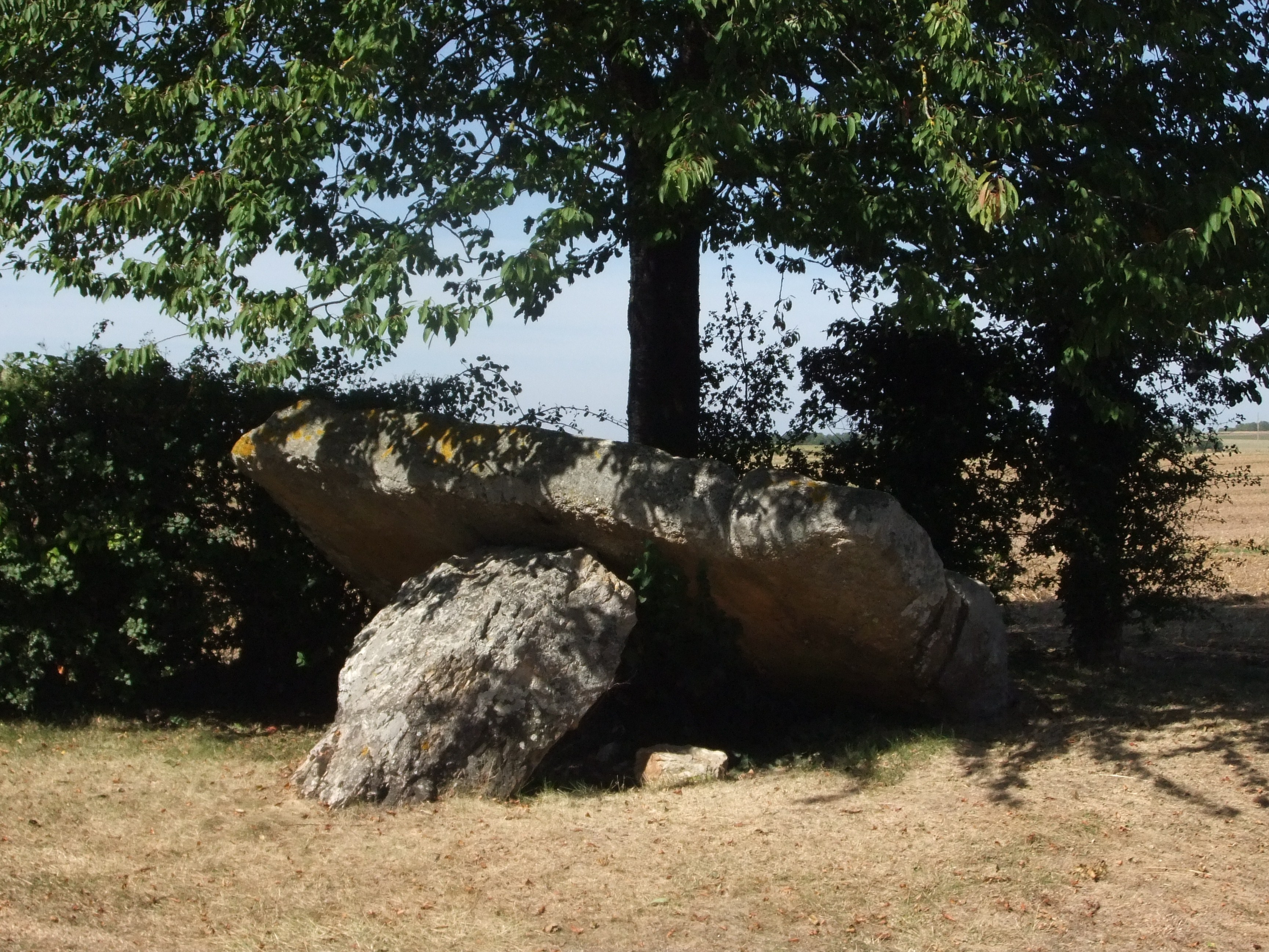
Dolmen
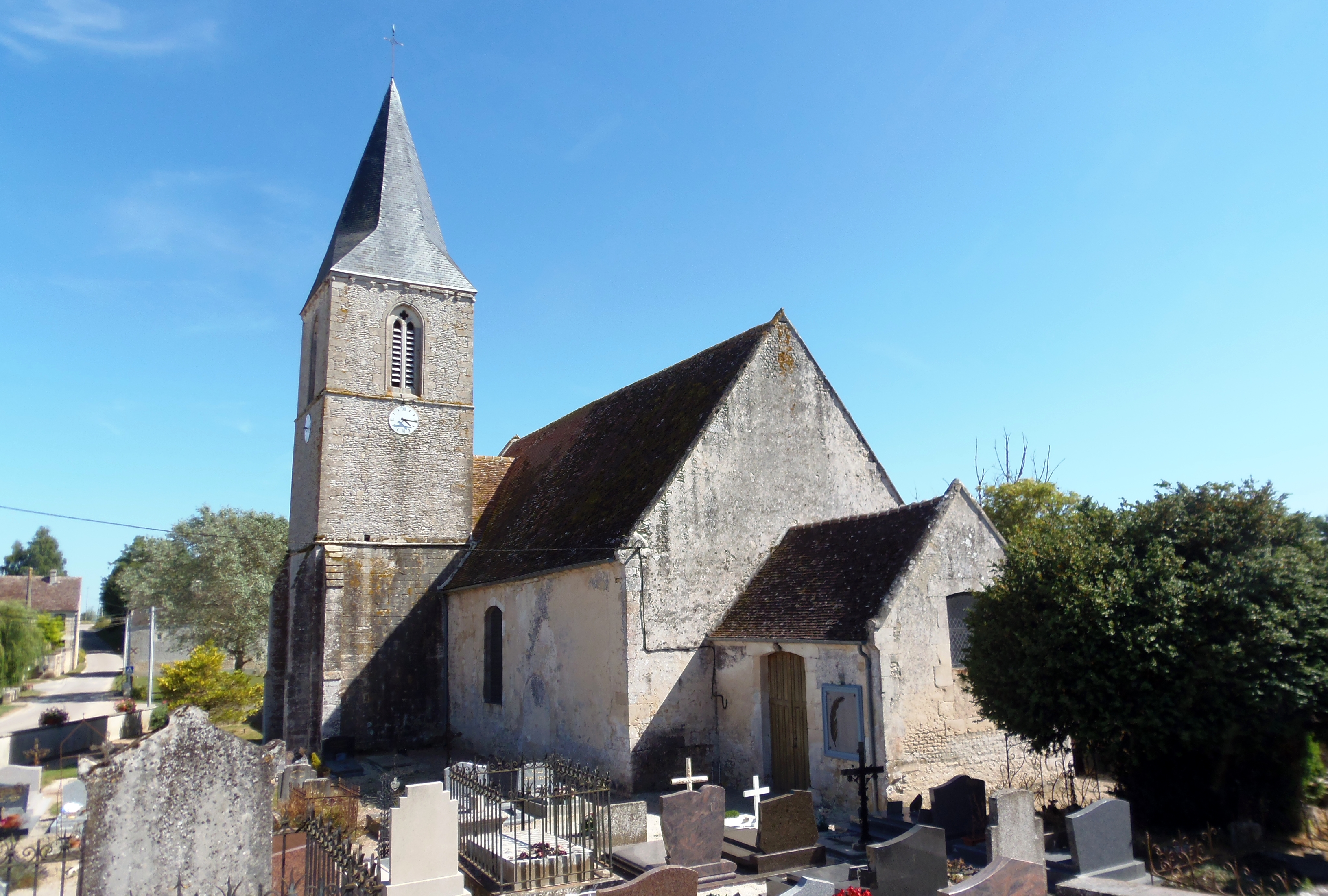
Pfarrkirche Saint-Rémi
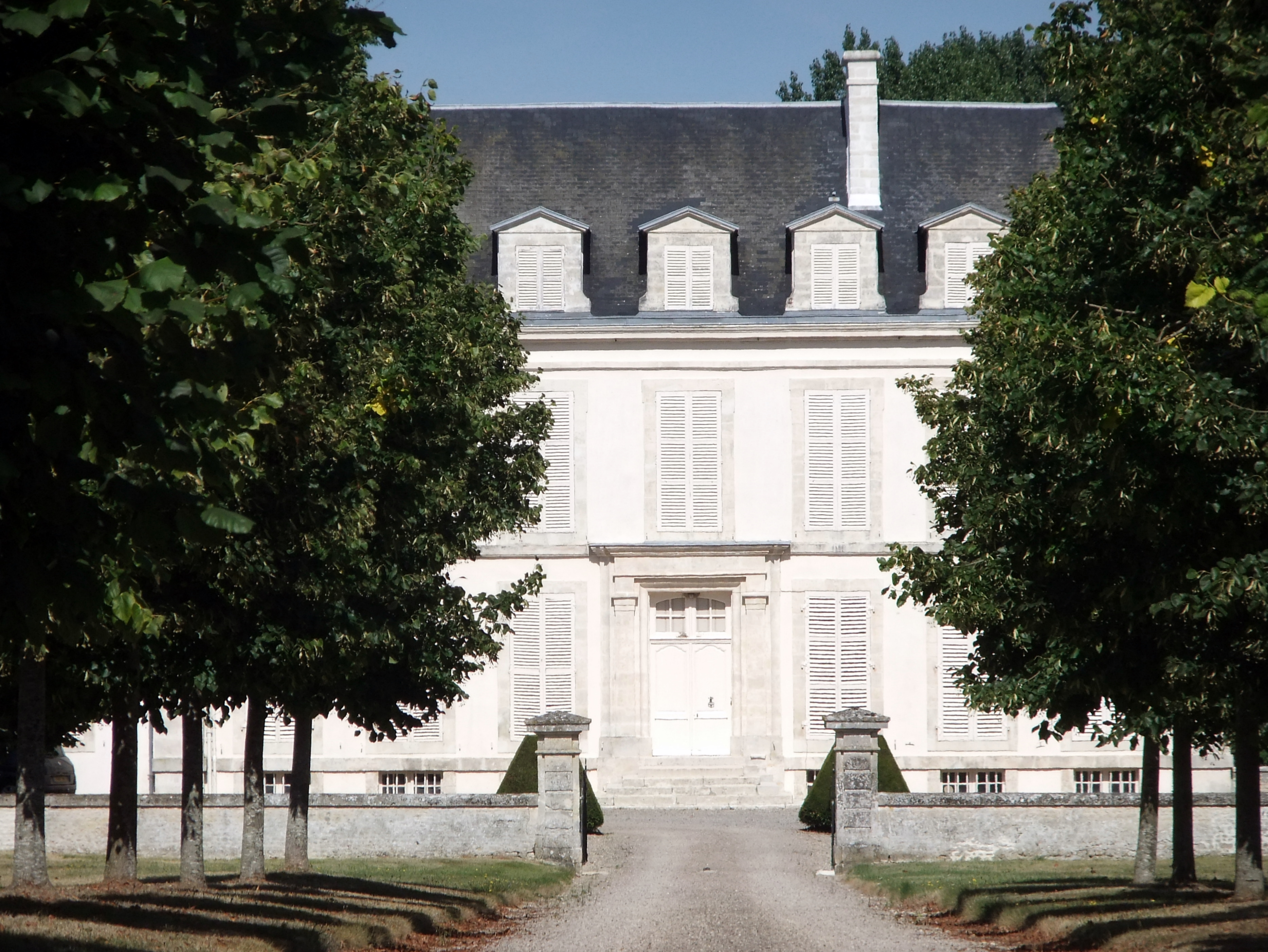
Schloss

## Verkehr
Fontaine-les-Bassets liegt abseits größerer Verkehrsachsen. Die Departementsstraße D 13 führt im Nordwesten nach Crocy im Département Calvados, im Südosten nach Trun, die D 13E nordwestlich nach Le Marais-la-Chapelle. Nachgeordnete Departementsstraßen und lokale Landstraßen verbinden das Zentrum mit den Weilern der Gemeinde und den Nachbargemeinden.